# Oberea oculaticollis
Oberea oculaticollis là một loài bọ cánh cứng trong họ Cerambycidae.